# Laja-vízesések
A Laja-vízesések (spanyolul: Saltos de(l) Laja) Chile nevezetes turisztikai látványosságai közé tartoznak.

## Története
Körülbelül 13 000 évvel ezelőtt, az utolsó jégkorszak során izzó vulkáni hamu árasztotta el a térséget, amely megszilárdulva több méter vastag, kemény réteget képzett a felszínen. Később ennek a rétegnek egy része a fentről érkező folyóvíz hatására lassan lepusztult, letöredezett, a megmaradt szélén pedig látványos vízesések alakultak ki.
Az 1600-as években Pedro de Valdivia konkvisztádor fedezte fel a térséget, ahova ezután lassan kezdtek betelepülni az európaiak, akik azonban ellenséges viszonyba kerültek a környező területek indián népével, ezért különféle erődök építésére kényszerültek. 1756. december 13-án a Laja-vízesések közelében került sor egy nagy jelentőségű gyűlésre, amelyen spanyolok és spanyol származásúak, valamint araukánok és pevencsék vettek részt, és ahol egy viszonylag hosszú ideig tartó békét kötöttek egymással.
A vízesések 1930-ban már az ország legismertebb turisztikai célpontjának számítottak, igaz, ekkor még megfelelő utak hiányában igen nehezen, csak vasúton és gyalog voltak megközelíthetők.

## Leírás
A négy vízesésből álló rendszer Chile középső részén, Biobío régió területén található, a Laja nevű folyón. Ez a folyó az Andokban ered, és nyugatra, a Csendes-óceánba tart: a vízesések nagyjából folyásának felénél találhatók. Közelében, néhány száz méterre halad el az 5-ös számú főút: erről az útról a legnagyobb, 35 méter magas vízesés látható is. A fő vízesés mellett helyezkedik el egy kisebb, 25 méter magas, míg nagyjából egy kilométerrel hátrébb található a szintén nagyjából 25 méteres Salto Chico („kis vízesés”), végül ennél is keletebbre egy negyedik, 20 méteres vízesés van.

## Turizmus
A vízeséseket igen sokan látogatják, mivel könnyen megközelíthetők, a helyszínre pedig ingyenes a belépés. A vízesések mellett számos különböző típusú szálláshelyet építettek ki a kempingtől egészen a szállodákig, és éttermek is várják a látogatókat. Gyalogos és lovas túrázás mellett fürdésre és csónakázásra, valamint canopyzásra is lehetőség van. A fő vízesésnél található híd északi és déli végénél is olyan üzletek működnek, ahol a környék kézművesei árulják a portékáikat: ezek legjellemzőbben faragott és esztergált fatárgyak, szőttesek és ötvösmunkák.

## Képek

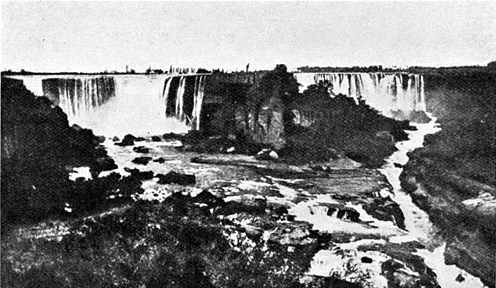
Kép 1906-ból
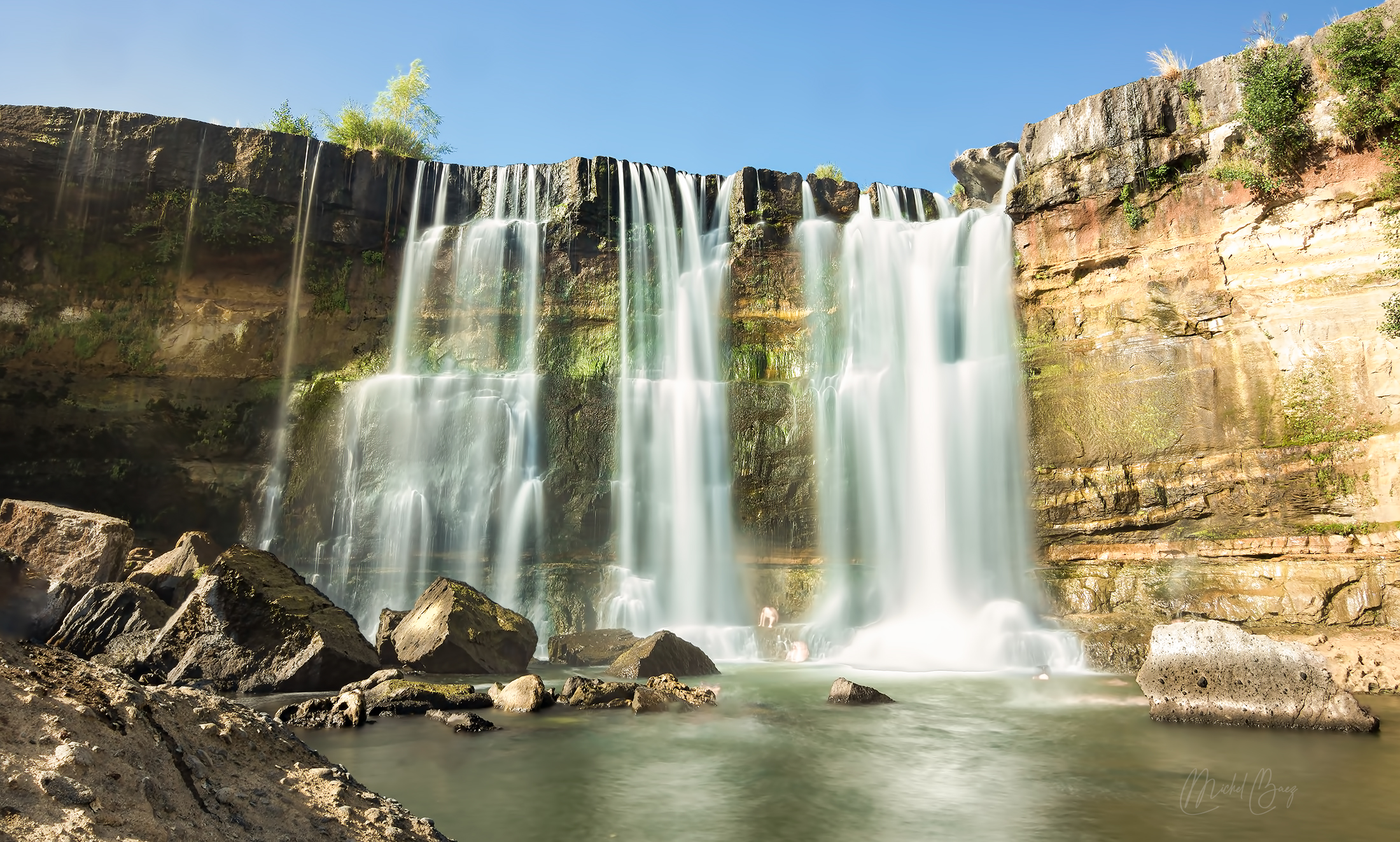
Részlet
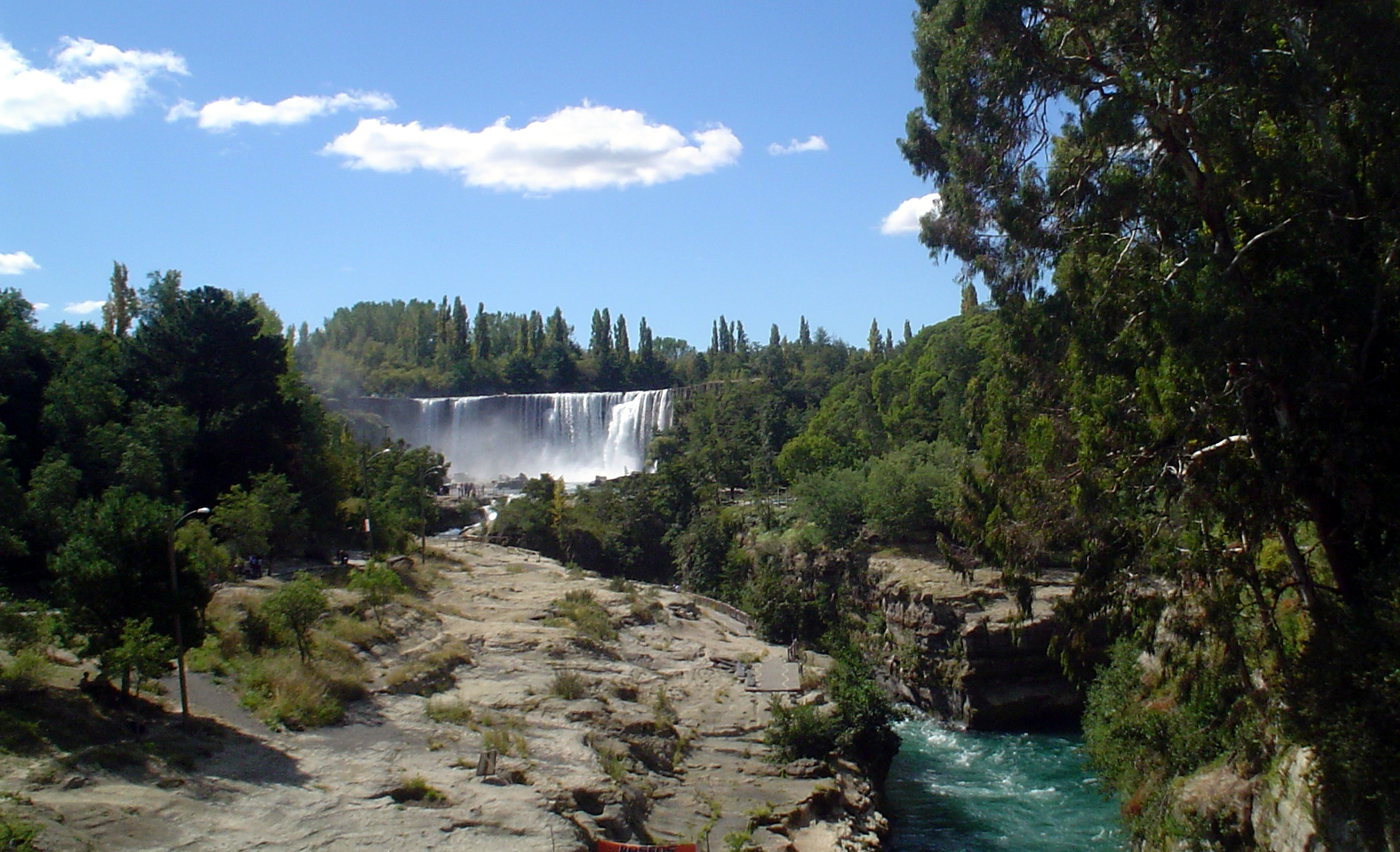
A vízesések és környezetük
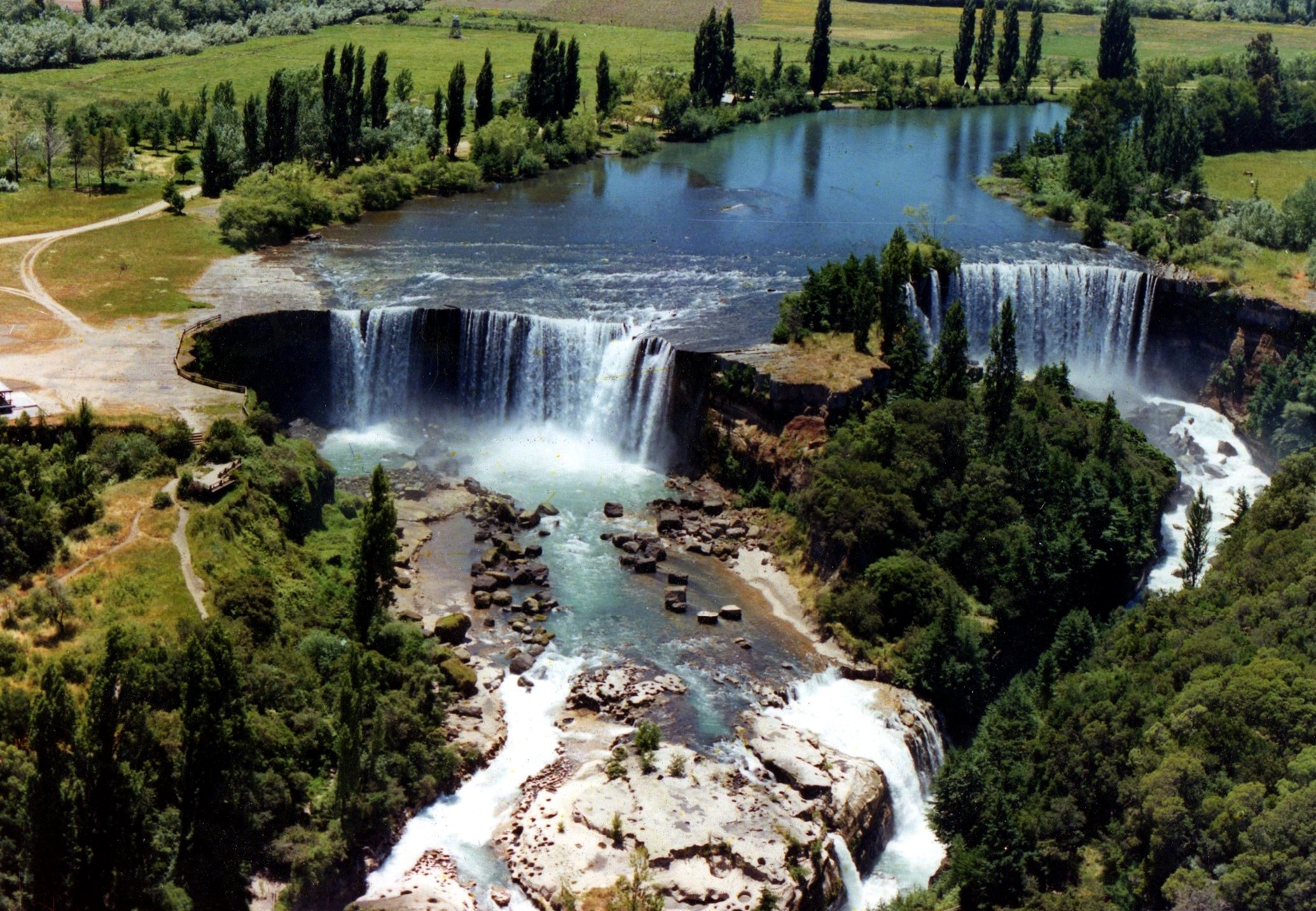
Fentről nézve